# Горный (Оренбургский район)
Го́рный — посёлок в Оренбургском районе Оренбургской области. Административный центр Горного сельсовета.

## География
Посёлок находится на расстоянии 17 км к северо-западу от города Оренбург, административного центра района и области.

### Часовой пояс
Посёлок Горный, как и вся Оренбургская область, находится в часовой зоне МСК+2. Смещение применяемого времени относительно UTC составляет +5:00.

## Население
| 2002 | 2010  |
| ---- | ----- |
| 1116 | ↘1094 |

## Улицы
| - ул. Комсомольская, - ул. Молодёжная, - ул. Набережная, - ул. Рабочая, - ул. Садовая, | - пер. Тупой, - пер. Фабричный, - пер. Хозяйственный, - ул. Центральная, - пер. Школьный. |